# 伊香保温泉
伊香保温泉（いかほおんせん）は、群馬県渋川市伊香保町にある温泉。草津温泉と並んで県を代表する名湯で、上毛かるたでは「伊香保温泉 日本の名湯」と歌われている。
「伊香保温泉」として地域団体商標に登録されている。

## 泉質
- 硫酸塩泉：黄金（こがね）の湯
- 温泉法上の温泉（メタけい酸による規定）：白銀の湯

## 温泉街

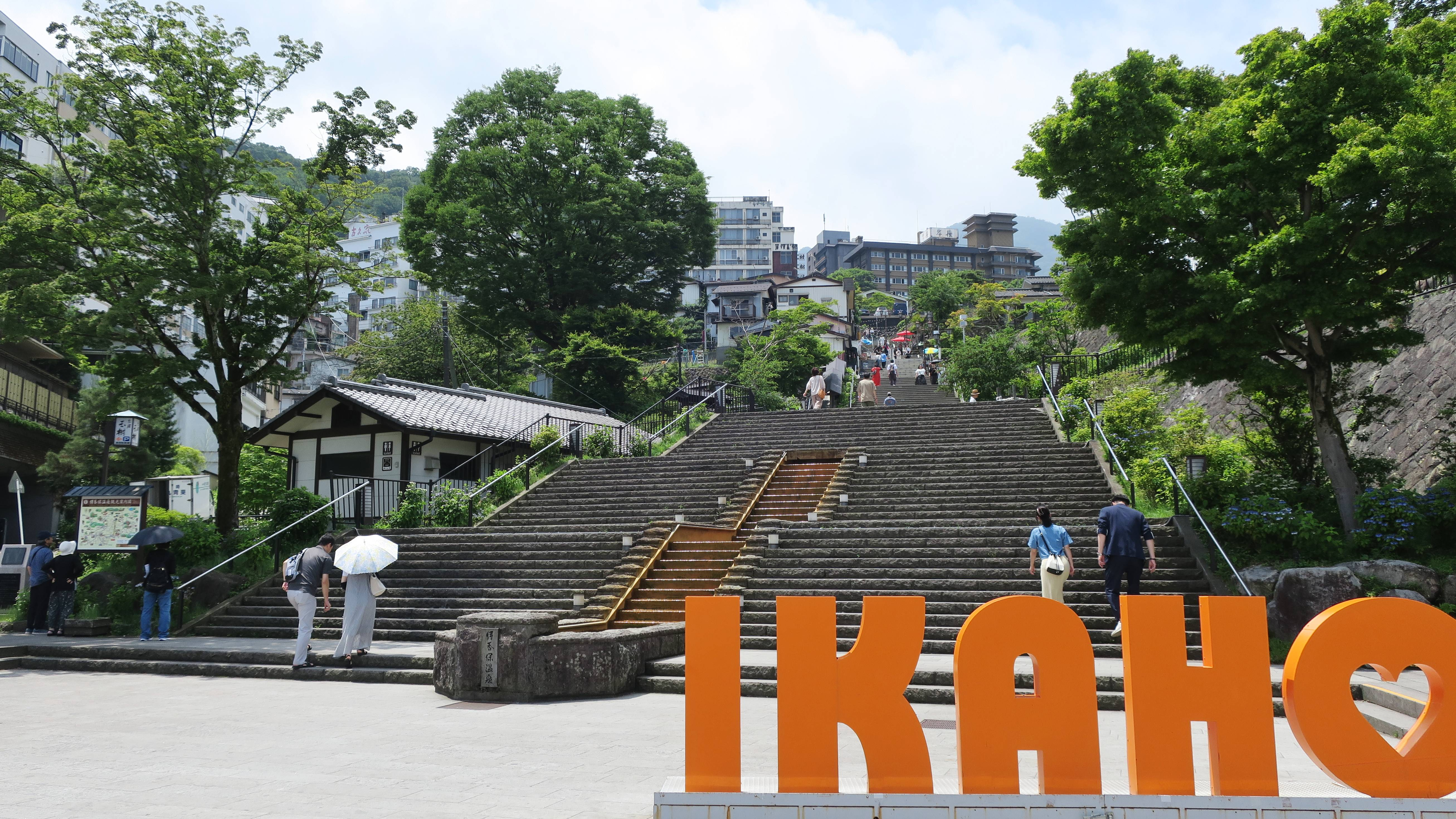
石段口より石段を見上げる

急傾斜地に作られた石段の両側に、温泉旅館、みやげ物屋、遊技場（射的・弓道）、飲食店などが軒を連ねている。365段の石段は温泉街のシンボルであり、この界隈は石段街と呼ばれる。石段の下には黄金の湯の源泉が流れ、小間口と呼ばれる引湯口から各旅館に分湯されている。石段の上には伊香保神社が存在する。
石段上の源泉周りは整備されており、源泉が湧出する様子を見ることができる。また石段から源泉までの遊歩道の途中に飲泉所も存在する。源泉の傍には「伊香保露天風呂」が、石段の途中には共同浴場「石段の湯」が存在する。
温泉街には休廃業している宿泊施設もあり、2023年12月には、群馬銀行の子会社と地元企業などが、石段近くにある廃旅館の再生などまちづくりに取り組む会社を設立した。

### 周辺
温泉街と近くの物聞山にある上ノ山公園を結ぶロープウェイ（伊香保ロープウェイ）が存在する。
このほか周辺には榛名山や、水沢うどんで有名な水沢観音などが存在する。

## 歴史

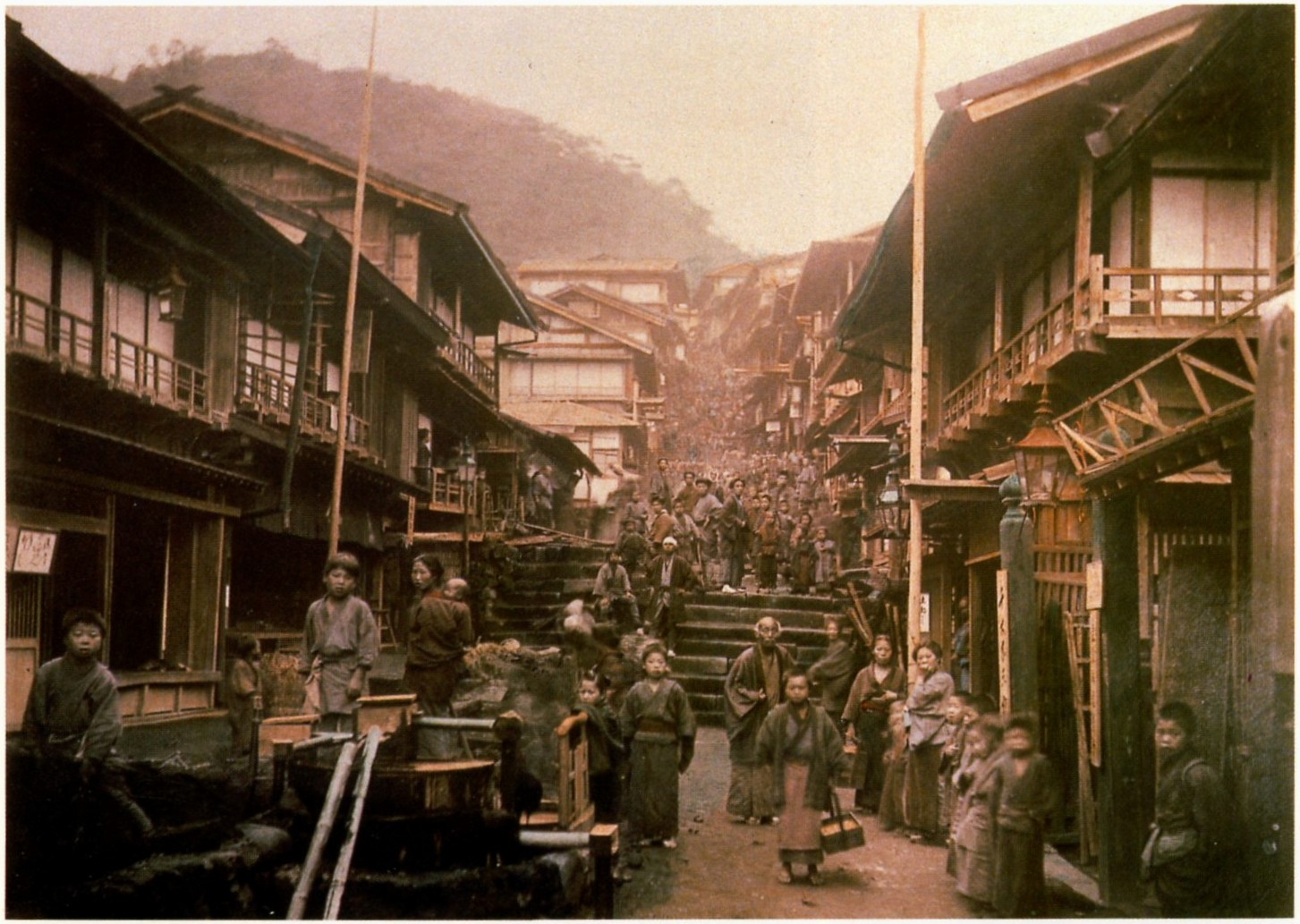
明治20年代の伊香保温泉石段街

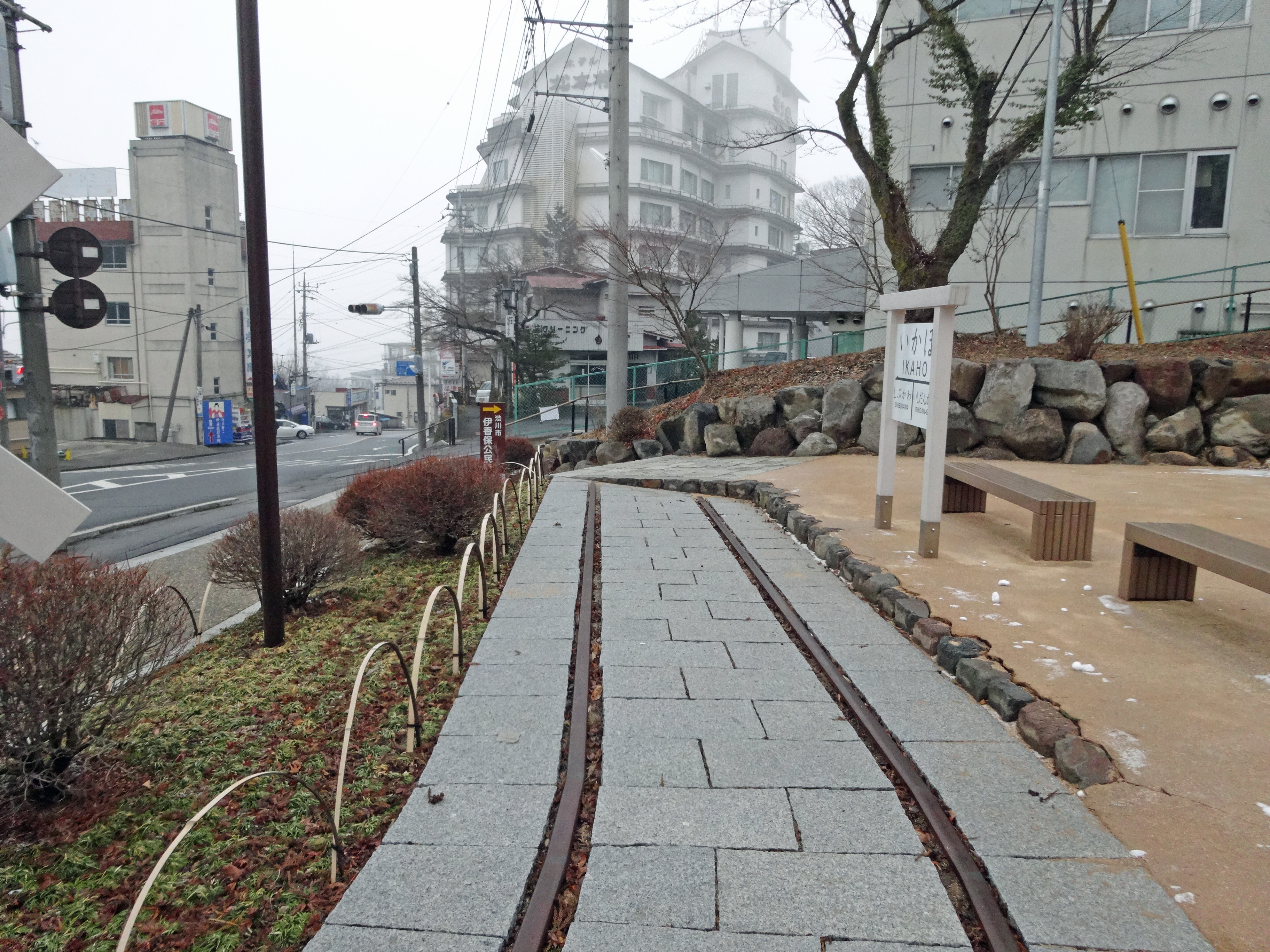
峠の公園に残る伊香保軌道線のレール

### 古代・中世
伊香保を含む群馬県域は旧上野国にあり、『上野志』では垂仁天皇の御代に開湯と伝える。『万葉集』には「伊香保」の地名を含む和歌が9首載せられている。
南北朝時代の『神道集』第四十二「上野国三宮伊香保大明神事」に伊香保の温泉にまつわる次の逸話がある。昔は群馬郡渋川保の郷戸村に温泉が湧いていたのだが、大宝元年水沢寺が建てられた時のこと、大工の妻子がこの湯で衣類を洗っており、一人の老女が「衆生利益の為に出した湯が汚れ物を洗うのに使われるので、この湯を今少し山奥へ運ぼう」と言ってお湯を瓶に入れ頭に載せ弥陀の峰を越えて行くという夢を僧正が見た。目が覚めてから確かめるとお湯がなくなっており、僧正が山に分け入ると石楼山の北麓、北谷沢の東方の窪地、大崩谷から温泉が出て伊香保の湯に合流していた。
文明18年（1486年）9月、尭恵は伊香保を訪れ、『北国記行』中で伊香保の温泉について記述している。文亀2年（1502年）には宗祇が、伊香保の湯を中風に効ありと記している（『宗祇終焉記』）。
戦国時代には白井城の長尾氏がこの温泉の管理に関わった。享和2年（1802年）に記された『仁泉亭記』には長尾氏が天正4年（1576年）に伊香保の地を七氏に分け与えたとあり、元禄11年（1698年）に跡部良顕が記した『伊香保紀行』には白井城主長尾景春が処士5人を伊香保に入部させたとある。大槻文彦は天正以前から千明氏が温泉管理・岸氏が神社管理に関与しており、天正年間に他の5氏（木暮・大島・望月（永井）・島田・後閑）が伊香保の地を与えられたと考察している。現存する文書としては木暮家の祖、木暮下総守が天正10年（1582年）2月25日に長尾輝景から宛行状を与えられている（「木暮文書」）。
伊香保温泉を象徴する石段街が形成されたのは戦国時代で、西上野を当時支配していた武田勝頼が大敗した長篠の戦いで、負傷した兵士の保養地だった。一説には石段街は源泉の湯を効率よく供給できるよう武田勝頼が、西上野支配を任せていた真田昌幸に命じて整備させたという。

### 近世
天正18年（1590年）の徳川家康の関東への国替え以降は井伊氏の支配を受け（江戸時代に入ってからは安中藩領）、正保ないし承応年間から天領となり岩鼻代官所の支配を受けた。
寛永年間までに、前述の7家に、木暮、岸、島田の分家6家、福田（他家の分家かは不明）を加えた14軒の大屋（おおや）が土地・温泉の一切を所有し、政治権力も独占する体制が成立する。寛永8年（1631年）口留番所が設置されると、大屋14軒が番所上役として2名ずつ勤めるようになり、元禄8年（1695年）より12軒が年番で名主を務めることとなった。延享3年（1746年）から12軒に十二支を冠し、子年には子の大屋が正名主、対極の午の大屋が副名主となり2名で年番名主を勤めるようになる。正副名主の次の年にあたる大屋が2名組頭となり、名主に就かない福田金左ヱ門、島田権右ヱ門を含めた他の大屋が年寄となった。この制度は戸長制度ができる明治5年（1872年）まで存続した。
大屋は温泉利用権も独占し、各大屋の引湯量は小間口の寸法で表された。寛保元年（1741年）の『覚』では寛永16年（1639年）に成立した小間寸法を再確認していることから、小間口制度の起源は寛永年間まで遡ることができる。
|              | 屋号     | 年番名主 | 寛永16年裁定の小間口寸法  |
| ------------ | -------- | -------- | ------------------------- |
| 木暮金太夫   | 挹翠楼   | 寅       | 高9分横4寸                |
| 木暮八左ヱ門 | 楽山館   | 丑       | 高6分横4寸                |
| 木暮武太夫   | 聚遠館   | 子       | 高6分横4寸                |
| 岸六左ヱ門   | 枕雲楼   | 巳       | 高7分横4寸・高3分5厘横4寸 |
| 岸権左ヱ門   | 浴蘭堂   | 辰       | 高7分横4寸                |
| 岸又左ヱ門   | （不明） | 申       | 高6分横4寸                |
| 島田平左ヱ門 | 嘯雲楼   | 卯       | 高6分横4寸                |
| 島田治左ヱ門 | 積流館   | 亥       | 高6分横4寸                |
| 島田権右ヱ門 | （不明） | （坤）   | 最末流                    |
| 千明三右ヱ門 | 仁泉亭   | 酉       | 高6分横4寸                |
| 大島甚左ヱ門 | 洗心楼   | 未       | 高6分横4寸                |
| 永井喜右ヱ門 | 掃雲楼   | 午       | 高6分横4寸                |
| 後閑弥右ヱ門 | 後閑楼   | 亥       | 高6分横4寸                |
| 福田金左ヱ門 | 眑々閣   | （乾）   | 最末流                    |

大屋の下の被支配層にも門屋（かどや。譜代門屋、大並門屋）、店借という階級があった。門屋は大屋から間口3間～2間半、奥行3間半～5間半程度の土地と洗場1坪を預けられ湯治入宿を家業とした家で、大屋の畑の耕作にも従事した。大屋の家来筋にあたる家系とされるのが譜代門屋であり、大並門屋は断絶した譜代門屋を店借などが継承したものである。店借は村内で大屋・門屋を除いた家で、酒店・豆腐店・髪結などがおり、大屋から借地借家を行い店賃を納めていた。
近世を通じて唯一の小間口の新設は、医王寺による薬師の湯（寺の湯）のものである。引湯堰が医王寺境内を通過していたために当初は黙認の形で引湯されたとみられるが、医王寺が宿泊客を泊めるようになったことから大屋・門屋と対立し、寛政元年（1789年）に引湯権が認められた。
江戸時代は婦人に効能があるとして、『伊香保記』を著した中川内膳室、『伊香保の道ゆきぶり』の倭文子とその母、『更衣日記』の大槻多保子（大槻玄沢の妻）などの女性が訪れている。安永2年（1773年）に伊香保温泉訪れたことを高山彦九郎は『赤城行』に記録している。前橋藩主酒井忠清・忠挙も入湯しており、前橋藩士の入湯も多かったことが『前橋松平藩日記』に見える。

### 近代・現代
明治時代以降は外国人も訪れるようになり、明治13年（1880年）にドイツ人ベルツの『日本鉱泉論』にも取り上げられた。大槻文彦が明治12年に『伊香保志』を書き上げているように文人の訪問も多く、竹久夢二、徳富蘆花、夏目漱石、萩原朔太郎、野口雨情などが訪れた。また、伊香保御用邸やハワイ王国公使別邸なども作られた。
江戸時代までは伊香保への往来は駕籠や乗馬を除いては徒歩しかなかったが、明治以降新たな交通手段が生まれる。1879年（明治12年）にノルデンシェルドは高崎から伊香保まで人力車を利用しており、1884年（明治17年）の案内記には高崎から伊香保までの馬車の運賃が記載されている。更に1910年（明治43年）には、渋川から路面電車も開通した。同線は後に東武伊香保軌道線となり、バスの台頭で1956年（昭和31年）に全廃されている。
1897年（明治30年）、三好学は伊香保温泉に棲息する鉄細菌
を発見し理科大学紀要に発表した。これは日本における温泉細菌の最初の報告であった。1909年（明治42年）の夏に東京帝国大学の真鍋嘉一郎・石谷伝市郎によって日本の温泉として初めてラヂウムエマナチオン（ラドン）が発見された。ただし含有量は少ないため放射能泉には分類されない。
1920年（大正9年）8月30日深夜に発生した火災は、町の70％を焼き尽くす大火となった。
1947年（昭和22年）から1959年（昭和34年）にかけて湯元周辺で計6本のボーリングを実施し、新たな源泉を得た。湧出量は一時的に増加したものの、旧来の源泉の湧出量減少・温度低下により結局総量増加にほとんど寄与しなかった。湯元の露天風呂は第一・第二ボーリングが完了した1950年（昭和25年）に設けられたものである。
第二次世界大戦後は歓楽街としても栄えた。芸妓組合が現在も存在している。近年、温泉街の店舗が東南アジアから人身売買によってつれてこられた少女を監禁し、売春行為を行っていた事実が発覚し、マスコミに取り上げられている。また、2012年（平成24年）1月にも、人身売買によって同地に連れてこられたタイ人女性に売春を強制した同地の飲食店が検挙されている。
1955年（昭和30年）6月に、観光協会の陳情によって日本最初のケーブルテレビ（NHKによる難視聴解消用のテレビ共同受信実験設備）が設置されたとされ、温泉地にある「文学の小径公園」にはその記念碑が設置されている。

### 2004年の温泉偽装問題
2004年（平成16年）、日本各地で温泉偽装問題が巻き起こり、伊香保温泉では水道水を使用しているにもかかわらず温泉表示を行っていた温泉があったと報道されて注目を浴びた。
もともと伊香保温泉の開湯以来の源泉であった黄金の湯を利用できるのは、小間口の利用権利者と権利者から湯を購入した旅館のみの利用に限られていた。しかし戦後に旅館数が増加し給湯量が不足してきたため、1996年（平成8年）に白銀の湯が開発された。ところがこちらは黄金の湯に比べて湧出温度が低く、温泉特有の成分が非常に少ない（メタ珪酸含有量で温泉と認定：つまり、温泉法第2条による温泉）。「色が付いていないため温泉かどうか分からない」といった声もあり、すべての旅館で使われなかった。加えて、小間口の権利者が周辺の湯への供給量を抑えたため湯を引けなくなった宿が多くなった時期と、伊香保温泉における温泉偽装問題が発覚した時期が符合することから、権利者の行動に疑問を投げかけた見方もあった。

## 史跡・文化財等

### 伊香保御用邸跡

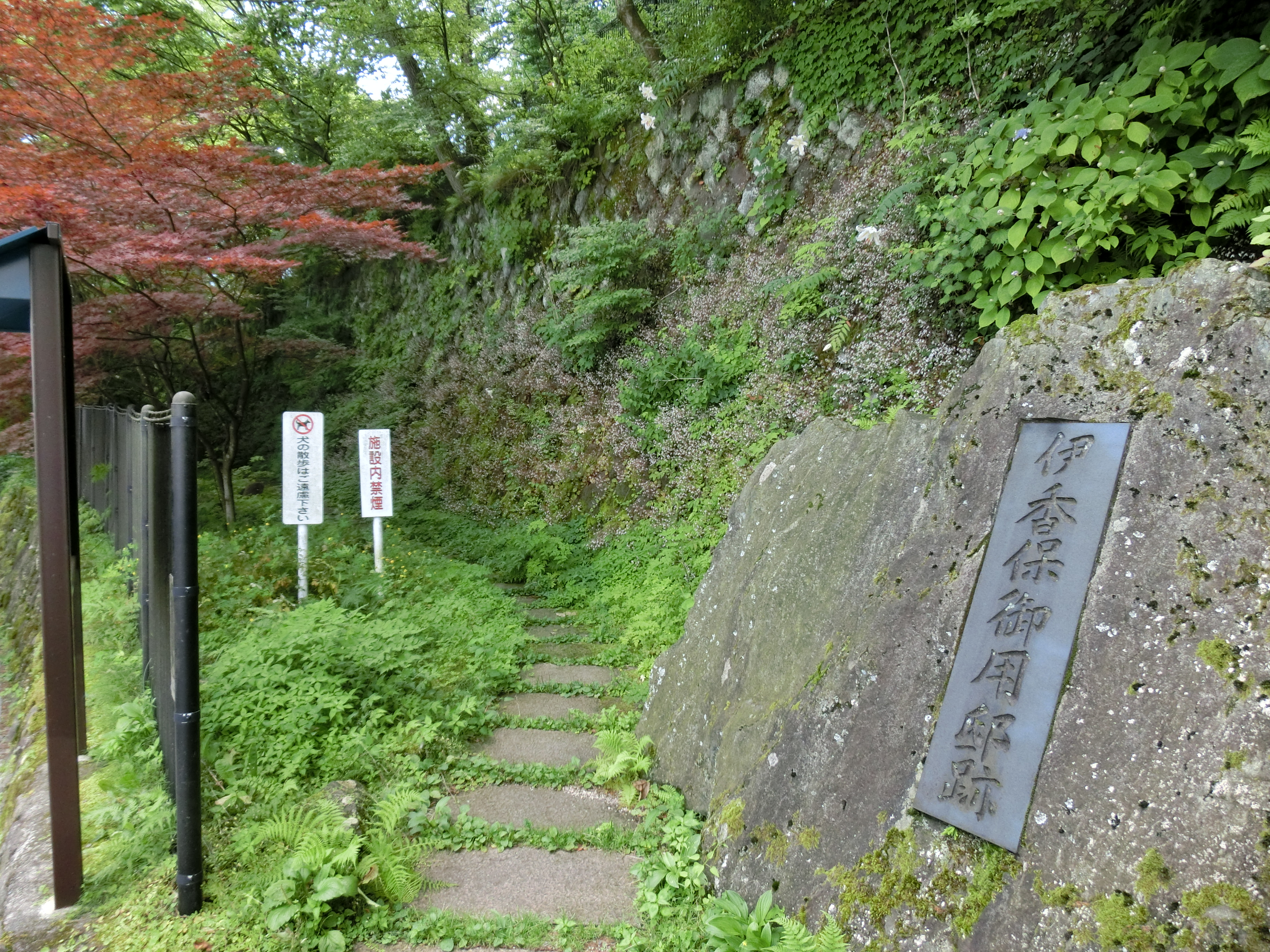
伊香保御用邸跡

明治時代になると英照皇太后、小松宮彰仁親王、柳原愛子、常宮昌子内親王、北白川宮恒久王といった皇室関係者の来訪があったが、明治23年に元老院議官金井之恭の別荘及びその付近を買い上げ「伊香保御料地」と称することとなった。

### ハワイ王国公使別邸

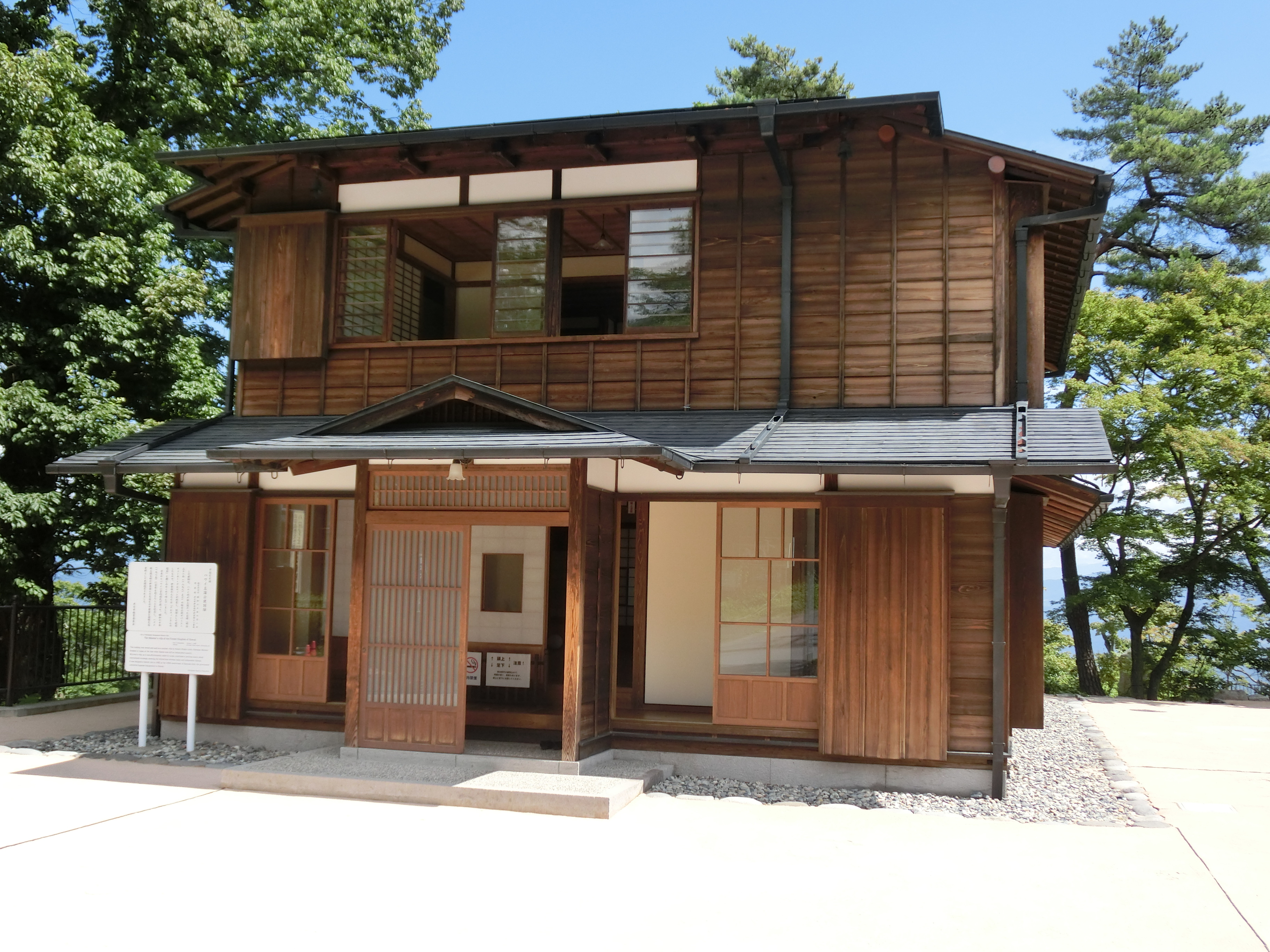
旧ハワイ王国公使別邸

駐日ハワイ王国弁理公使ロバート・W・アーウィンが夏季に別荘として利用していた建物。明治30年ごろの伊香保の案内記に「ハワイ国公使の別荘」とある。木造2階建、入母屋造、スレート葺。渋川市指定史跡（1985年（昭和60年）10月1日指定）。2013年（平成25年）に移築改修を受け、一般に公開されている。

### 横手館本館東棟・西棟

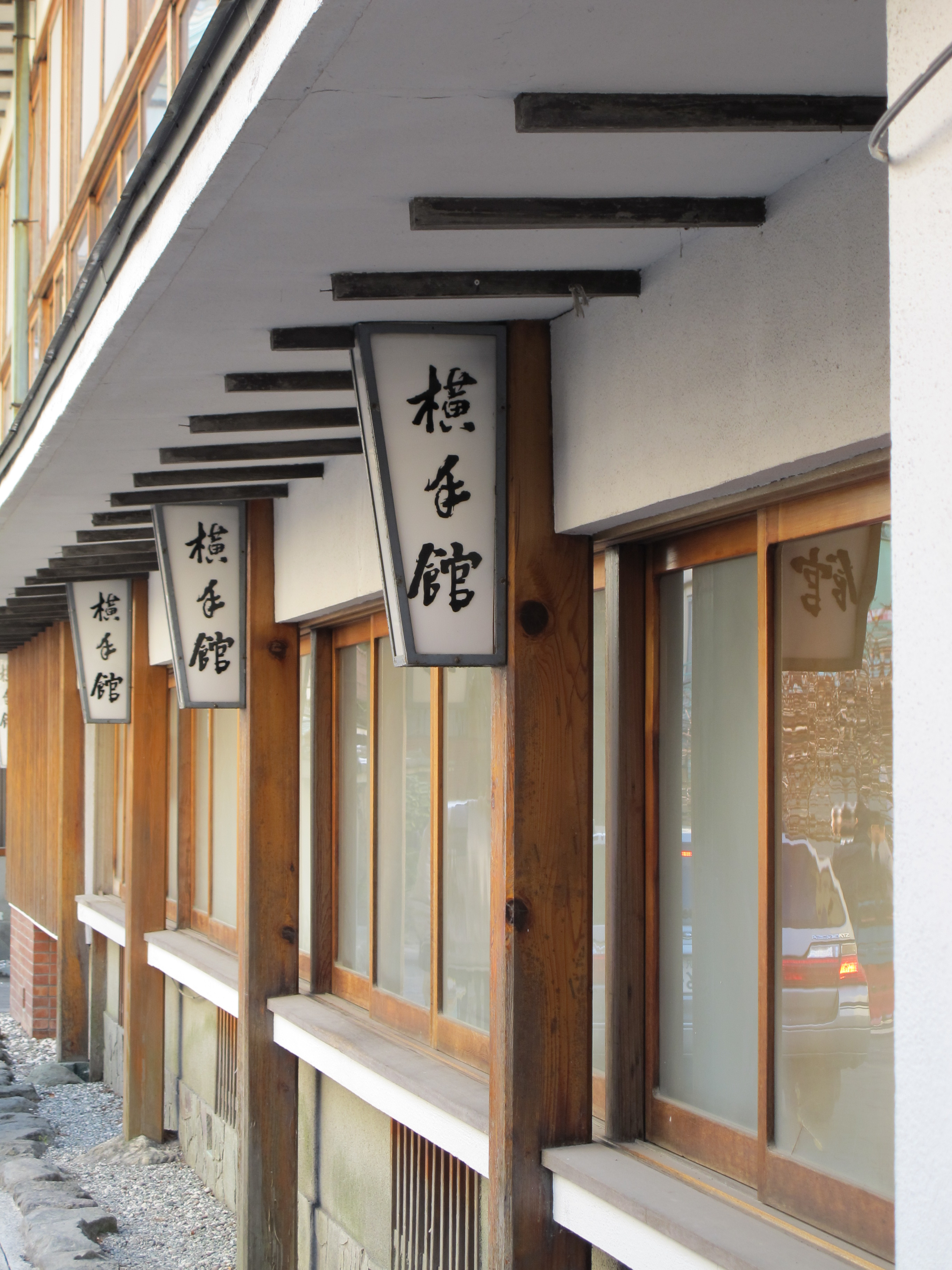
横手館

1920年（大正9年）の伊香保温泉街の火災で焼失後、同年に本館東棟を建築、翌年西棟を建築。昭和初年に西棟の3・4階を増築した。東棟は3階建、西棟は4階建でいずれも木造、入母屋造、金属板葺。国登録有形文化財（2016年（平成28年）8月1日登録）。

### 伊香保観光ホテル
1929年（昭和4年）に外国人向けホテルとして建設。国登録有形文化財（1998年（平成10年）9月2日登録）。

## アクセス

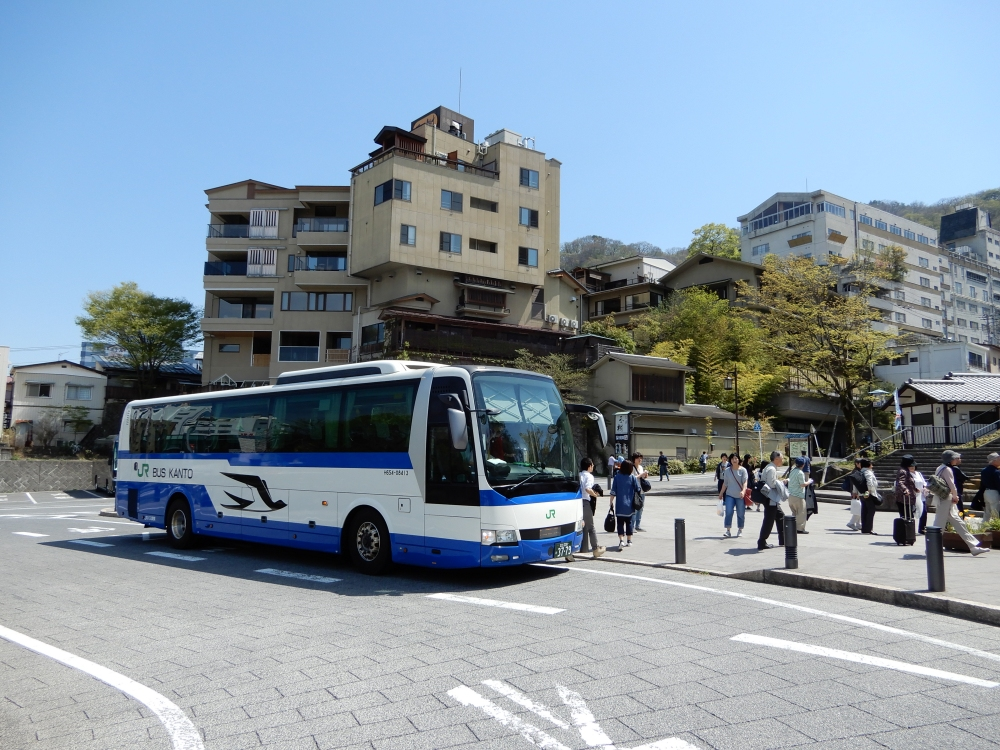
石段口に到着した上州ゆめぐり号

温泉街各地にバス停があり、各方面のバスが経由する。ただし、会社／路線毎に利用できる停留所が異なる。
主なバス停は、「見晴下／伊香保温泉(見晴下)」、「伊香保バスターミナル／伊香保温泉バスターミナル」、「伊香保温泉」、「伊香保石段街」、「伊香保案内所／伊香保榛名口」がある。
下記以外にも、「伊香保タウンバス」で温泉街の周遊も可能。
鉄道・路線バス
- 上越線渋川駅前より関越交通バス[34]で約30分。
- 高崎駅前より群馬バス
  - 一般路線バスで約1時間30分。
  - 「伊香保ライナー」（2024年10月運行開始）で約70分[35][36]。

高速バス
- JR高速バス（「伊香保温泉(見晴下)」「伊香保石段街」を発着）
  - 上州ゆめぐり号：バスタ新宿（新宿駅新南口）より約2時間30分。
  - 東京ゆめぐり号：上野駅入谷口・東京駅八重洲南口より約2時間30分。
  - ゆめぐり埼玉号：埼玉県の加須駅北口・行田市駅南口・熊谷駅南口より約2〜3時間（秩父鉄道観光バス運行）[37]。
  - ゆめぐり八王子号：東京都八王子市の八王子駅・京王八王子駅前より約2時間30分（群馬バスと西東京バスの共同運行）[38]。
- 関越交通 （「伊香保温泉」「伊香保温泉バスターミナル」「伊香保石段街」を発着）
  - 伊香保四万温泉号羽田線：羽田エアポートガーデンバスターミナル（羽田空港第3ターミナル隣接施設）より約3時間30分。※ 季節限定運行[39]

自家用車
- 渋川伊香保インターチェンジより群馬県道33号渋川松井田線経由で約20分。
- 駐車場は徳冨蘆花記念文学館駐車場（大型車5台、普通車70台、有人管理）、物聞駐車場（62台、有人管理）、八千代橋駐車場（39台、機械式）、石段アルウィン公園北駐車場（27台、機械式）など[40]。

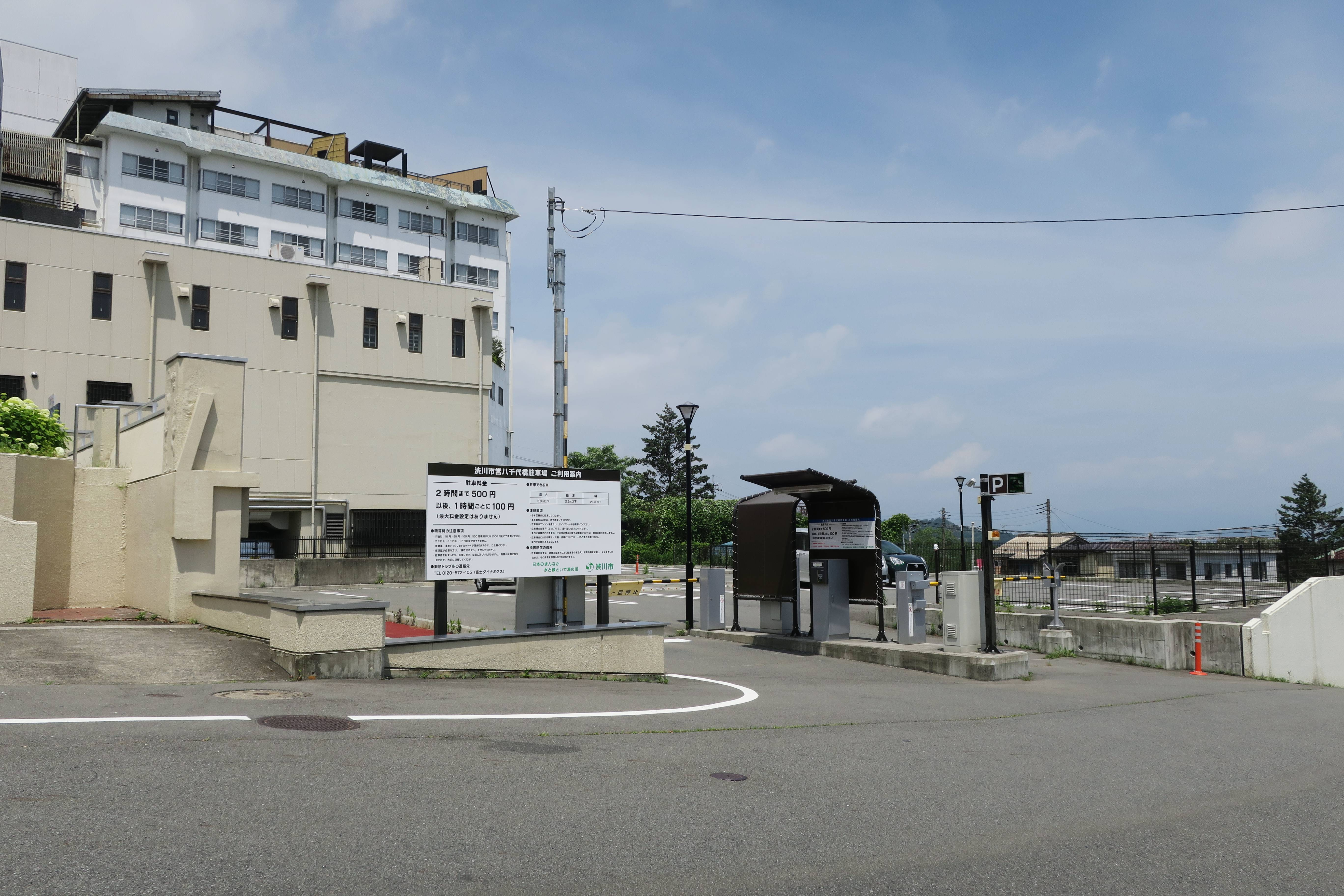
八千代橋駐車場（旧・伊香保町役場跡）

## 温泉饅頭

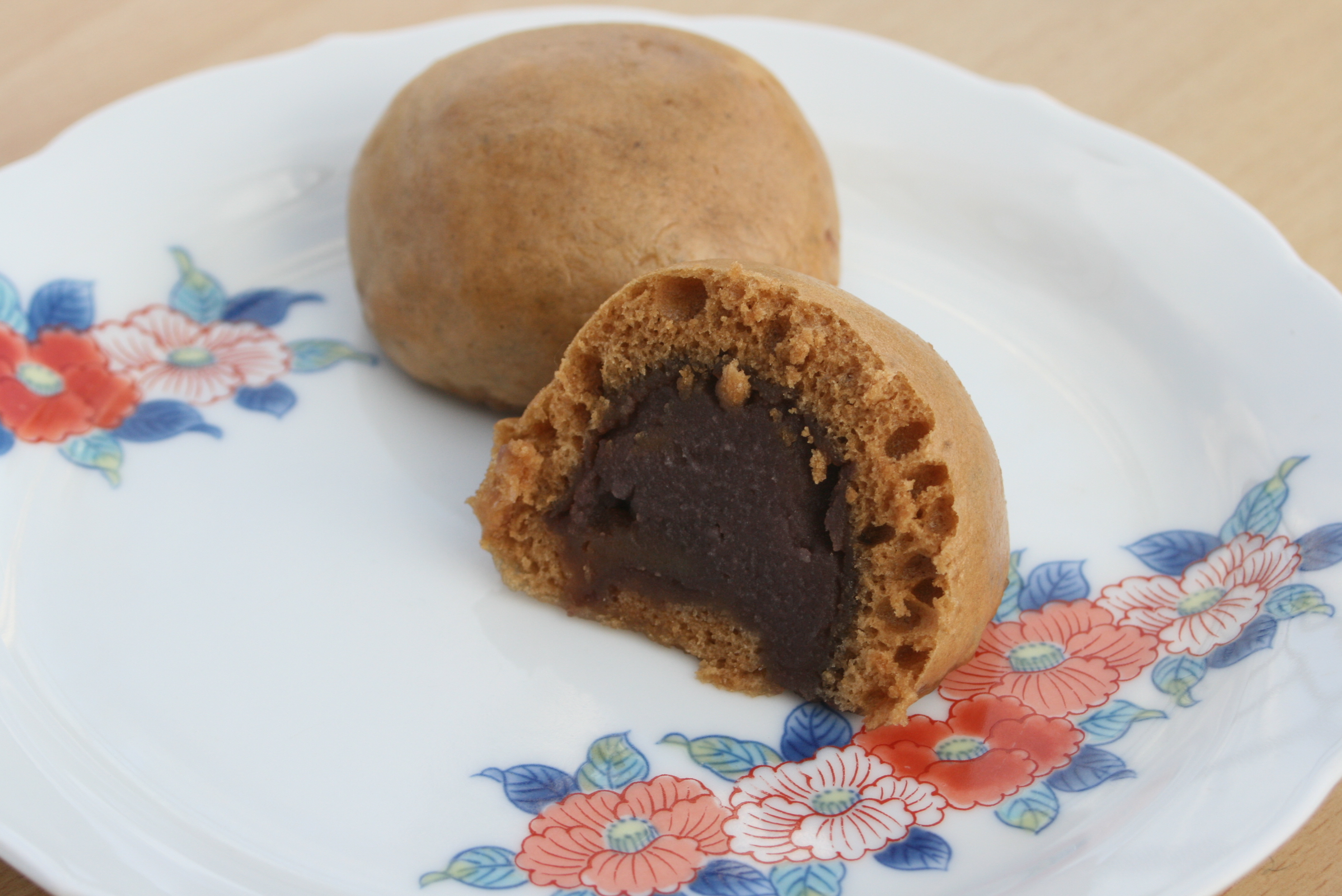
勝月堂の湯の花まんじゅう

日本各地で見られる茶色の温泉饅頭は伊香保温泉が発祥の地ともいわれている。1910年（明治43年）に勝月堂の初代店主・半田勝三が売り出したもので「湯の花まんじゅう」として販売されている。勝月堂の名は東京から帰郷した勝三が修業先の風月堂から名付けたもの。伊香保温泉の名物となるものを作るようにとの依頼を受け、黄金の湯の色にちなみ茶褐色の皮の饅頭を考案。それが天皇家への献上品となり有名になったとされる。伊香保温泉ではこのほか数軒が湯の花まんじゅうを製造販売している。売上げは温泉街入口に店を構え、製菓工程の機械化を進めた清芳亭が随一である。

## 伊香保温泉を題材にした作品

### 文学作品
前述の『万葉集』をはじめとして、『古今和歌集』『拾遺和歌集』『新後拾遺和歌集』『拾遺愚草』『夫木和歌抄』に「いかほ」の地名が見られるが、多くは「伊香保の沼」すなわち榛名湖を題材としたものである。
文亀2年（1502年）2月に伊香保温泉を訪れた宗祇は、弟子の宗碩、宗玻と連歌の座を開き、『伊香保三吟百韻』を残している。
徳冨蘆花は、1898年（明治31年）5月に伊香保温泉の千明旅館に滞在し、このときの印象をもとに小説『不如帰』を書き上げた。『不如帰』は海軍少尉川島武男と陸軍中将片岡毅の娘浪子が、伊香保の旅館から夕景色を眺める場面から始まる。蘆花は伊香保を非常に愛し、1927年（昭和2年）に病に倒れてから伊香保行きを希望し、7月6日から伊香保温泉に滞在し、9月18日に死去した。
木下尚江は伊香保の金太夫旅館に滞在し、小説『懺悔』を執筆した。小説『乞食』は伊香保の麓の村々を舞台とする。
1919年（大正8年）8月15日に発行された『伊香保みやげ』は、谷崎潤一郎、芥川龍之介、島崎藤村をはじめとする40名の著名な文学者や画家などの随筆集で、「伊香保文学紀行」と言えるものである。

### 音楽作品
- 伊香保の宿（歌：神島悠介、作詞：内田通子、作曲：野村豊収、編曲：前田俊明）
- デューク・エイセス版 「いい湯だな」
- 伊香保温泉-湯巡り旅路-（中小企業）